# 马丁·布罗德
马丁·布罗德（法語：Martin Brodeur，1972年5月6日—），加拿大男子冰球运动员。他曾代表加拿大国家队参加1998年、2002年、2006年和2010年冬季奥林匹克运动会冰球比赛，获得二枚金牌。